# Agustín Vera Flores
Agustín Bernardo Vera Flores (Fray Marcos, Florida, 2 de enero de 2004) es un futbolista uruguayo. Juega de extremo izquierdo y mediocentro ofensivo, su equipo actual es el Club Atlético River Plate de la Primera División de Uruguay.

## Trayectoria
Durante su infancia vivió mayormente en Fray Marcos y comenzó a jugar al baby fútbol en esa localidad floridense. Luego vivió en el departamento de Canelones, en Las Piedras y culminó su formación infantil. Se probó en Racing Club de Montevideo para comenzar a tener minutos en las divisiones juveniles y quedó, pero posteriormente debido a su físico no pudo jugar. Regresó a Las Piedras y se unió a Defensor Atlanta, donde jugó en las categorías sub-14, sub-15 y sub-17. Su buen nivel lo llevó a defender a la selección de Canelones sub-15 en 2019.
Fue fichado por River Plate en 2021 para continuar su formación juvenil en un club profesional. Se incorporó a Quinta División y en su primer año convirtió 4 goles en 18 partidos jugados, además tuvo la oportunidad de jugar en dos ocasiones en Tercera División.
Debutó como profesional el 10 de junio de 2022, el entrenador Gustavo Díaz lo mandó a cancha al minuto 76 para enfrentar a Cerrito y ganaron 3-0 en el Saroldi. En su estreno en la máxima categoría del fútbol uruguayo jugó con 18 años y el dorsal número 36.
Posteriormente tuvo rodaje en la Copa Uruguay 2022, estuvo presente en 2 partidos pero quedaron eliminados en octavos de final por Defensor Sporting, equipo que resultó el ganador de la competición. En su primera temporada como profesional jugó 3 partidos, su equipo finalizó el Campeonato Uruguayo en quinto lugar. A nivel juvenil, durante 2022 jugó 17 partidos y convirtió 4 goles con la sub-19, en Tercera División convirtió igual cantidad de goles pero en 18 encuentros.
Comenzó la temporada 2023 sin ser considerado por el "Chavo" Díaz, en el Torneo Apertura no tuvo minutos. Para el Torneo Intermedio tuvo más oportunidades y estuvo presente en 6 partidos, aunque ingresó desde el banco en todos.
Para el Torneo Clausura asumió el entrenador Ignacio Ithurralde y le brindó la confianza colocándolo de titular en la fecha 2, en lo que fue el triunfo 0-1 frente a Plaza Colonia. El 15 de octubre se enfrentaron a Boston River, en la fecha 5 del torneo, Agustín convirtió su primer gol oficial y ganaron 2-1 en el Saroldi.

## Estadísticas
Actualizado al último partido citado el 1 de julio de 2025.
| Club                        | Div.          | Temporada     | Liga  | Liga  | Liga   | Copas nacionales | Copas nacionales | Copas nacionales | Copas internacionales | Copas internacionales | Copas internacionales | Total | Total | Total  |
| Club                        | Div.          | Temporada     | Part. | Goles | Asist. | Part.            | Goles            | Asist.           | Part.                 | Goles                 | Asist.                | Part. | Goles | Asist. |
| --------------------------- | ------------- | ------------- | ----- | ----- | ------ | ---------------- | ---------------- | ---------------- | --------------------- | --------------------- | --------------------- | ----- | ----- | ------ |
| C. A. River Plate · Uruguay | 1.ª           | 2022          | 1     | 0     | 0      | 2                | 0                | 0                | 0                     | 0                     | 0                     | 3     | 0     | 0      |
| C. A. River Plate · Uruguay | 1.ª           | 2023          | 20    | 1     | 1      | 4                | 1                | 0                | -                     | -                     | -                     | 24    | 2     | 1      |
| C. A. River Plate · Uruguay | 1.ª           | 2024          | 35    | 3     | 0      | -                | -                | -                | —                     | —                     | —                     | 35    | 3     | 0      |
| C. A. River Plate · Uruguay | 1.ª           | 2025          | 19    | 0     | 2      | -                | -                | -                | —                     | —                     | —                     | 19    | 0     | 2      |
| C. A. River Plate · Uruguay | Total club    | Total club    | 75    | 4     | 3      | 6                | 1                | 0                | 0                     | 0                     | 0                     | 81    | 5     | 3      |
| Total carrera               | Total carrera | Total carrera | 75    | 4     | 3      | 6                | 1                | 0                | 0                     | 0                     | 0                     | 81    | 5     | 3      |
| 1. 2.                       |               |               |       |       |        |                  |                  |                  |                       |                       |                       |       |       |        |